# Tirosinemia
La tirosinemiaes un error del metabolismo, usualmente encontrado en recién nacidos, en donde hay una imposibilidad a la hora de llevar a cabo la ruta degradativa del aminoácido tirosina. Los síntomas incluyen alteraciones a nivel hepático y renal, además de retardo mental. Sin tratamiento, la tirosinemia puede resultar fatal.
La mayoría de las formas de tirosinemias en los recién nacido provocan hipertirosinemia

## Tipos

La tirosinemia es heredada de forma autosómica recesiva

Existen tres tipos de tirosinemia, cada una tiene distintos síntomas causados por un déficit de alguna enzima específica.
- Tirosinemia tipo 1
- Tirosinemia tipo 2
- Tirosinemia tipo 3

## Tratamiento
El tratamiento varía dependiendo del tipo de tirosinemia. Una baja dieta proteica puede ser requerida para el manejo de la tirosinemia cualquiera sea su tipo. El tratamiento farmacológico para la tirosinemia tipo 1 es la nitisinona (NITINE). En algunos casos, donde el tratamiento farmacológico no sea suficiente, puede realizarse un trasplante de hígado.